# Rigny-la-Nonneuse
Rigny-la-Nonneuse – miejscowość i gmina we Francji, w regionie Grand Est, w departamencie Aube.
Według danych na rok 1990 gminę zamieszkiwało 96 osób, a gęstość zaludnienia wynosiła 5 osób/km².

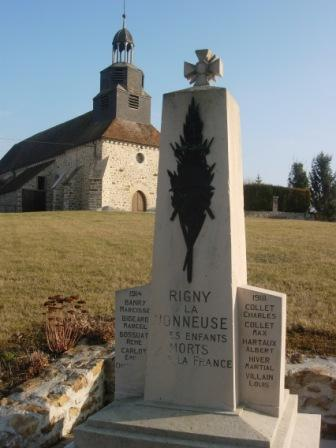
Pomnik i kościół w Rigny-la-Nonneuse, 2009